# Zone économique exclusive du Portugal

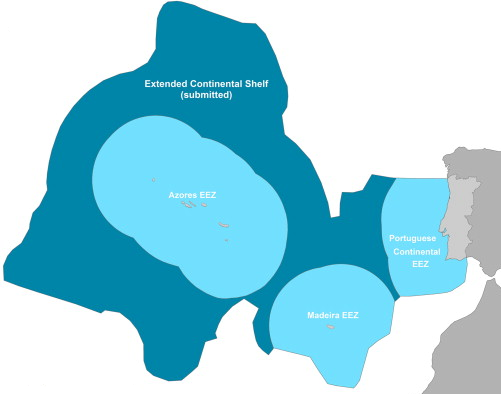
Portugal's Exclusive Economic Zone

Le Portugal possède la 3e Zone économique exclusive (ZEE) la plus grande de l'Union européenne et constitue la 10e ZEE la plus grande du monde, avec 3 877 408 km2.

## La zone économique exclusive du Portugal
- Portugal continental 327 667 km2
- Azores 953 633 km2
- Madère 446 108 km2
- Total : 1 727 408 km2

Le Portugal a présenté une demande pour étendre sa juridiction sur 2 150 000 kilomètres carrés additionnels du plateau continental voisin en mai 2009  résultant en une ZEE de plus de 3 877 408 km2.

## Différend avec l'Espagne
L'Espagne fait valoir que la frontière de la ZEE sud entre l'Espagne et le Portugal, devrait être établie à mi-chemin entre Madère et les îles Canaries. Toutefois, le Portugal qui est souverain sur les îles Selvagens (un sous-archipel au nord des Canaries appartenant à Madère) étend la frontière de sa ZEE plus au sud. L'Espagne fait objection, arguant que les îles Selvagens  ne forment pas un plateau continental distinct, citant l'article 121 de la Convention des Nations unies sur le droit de la mer. Sur la base de cet article qui stipule que «les rochers qui, par eux-mêmes, ne sont pas dévolus à l'habitat humain ou à la vie économique ne devraient avoir aucune zone économique exclusive ni de plateau continental», l'Espagne déclare que les îles Selvagens ne sont pas des îles, mais plutôt des rochers inhabitables. 
Le statut des îles Selvagens en tant qu'îles ou rochers est au centre du différend actuel. Actuellement, les îles Selvagens sont une réserve naturelle portugaise protégée par le Parc Naturel de Madère, toujours avec la présence constante de deux gardes de la nature et de temps en temps avec des biologistes qui visitent les îles pour mener à bien les recherches sur la flore et la faune. Au fil des années, ces îles ont été le théâtre d'épisodes conflictuels, y compris avec échange de tirs qui ont abouti à la saisie par les autorités portugaises de certains bateaux espagnols qui pêchaient illégalement dans la région.